# Église Béthanie de Nginden

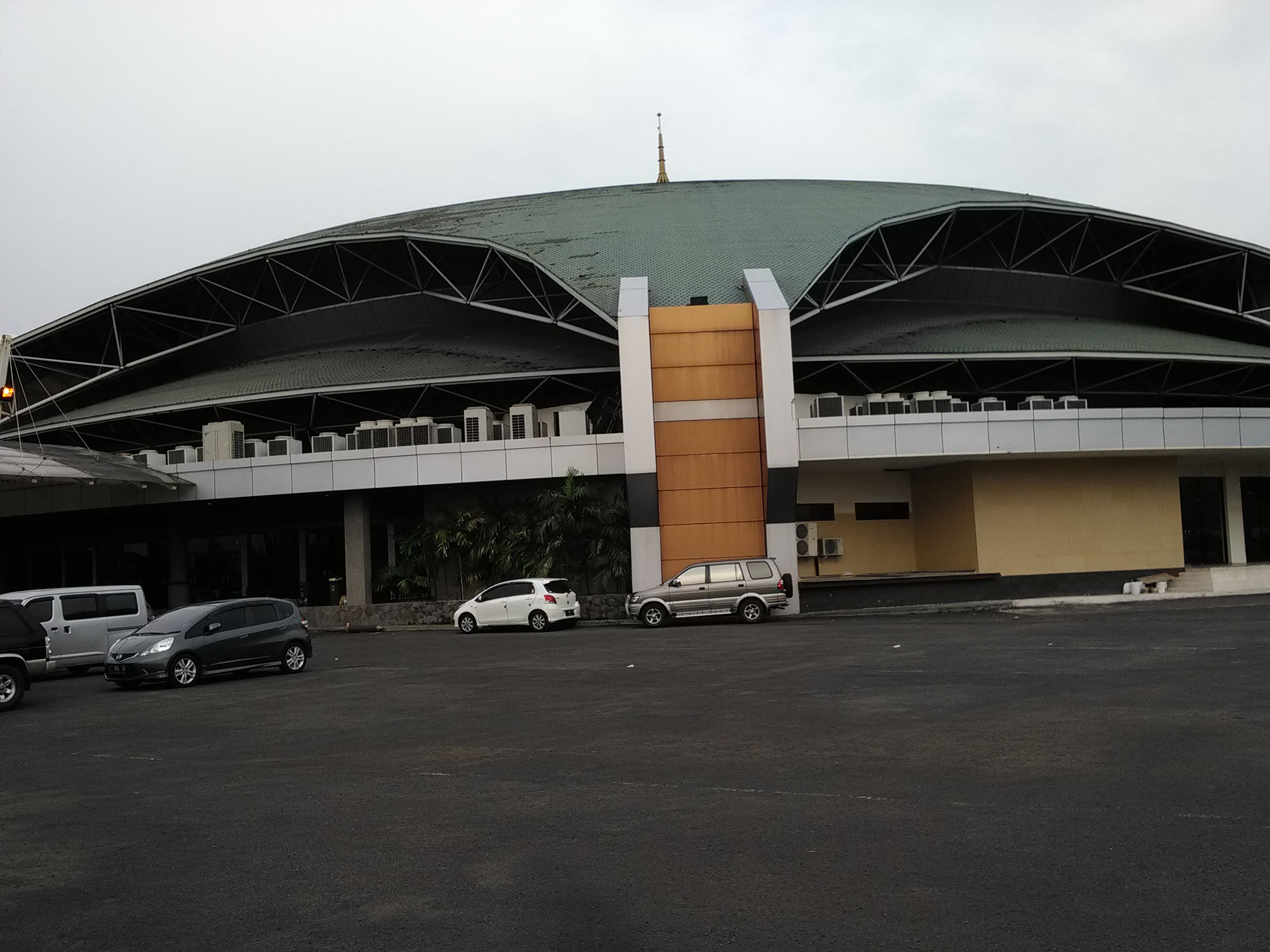
Église Bethany Nginden, Surabaya

L'Église Béthanie de Nginden (indonésien : Graha Bethany Nginden) est une megachurch chrétienne évangélique charismatique située à  Nginden dans la banlieue de Surabaya, Indonésie, affiliée à Église indonésienne de Béthanie. Son pasteur principal est Abraham Alex Tanuseputra.  Elle a une assistance de 140,000 personnes.

## Histoire
L'église a été fondée en 1977 par le pasteur Abraham Alex Tanuseputra. Elle comprenait sa famille et 7 personnes. En 1987, l'assistance passe à 2 000 membres. En 2000, l’église inaugure un temple de 20,000 places qui atteindra 
35,000 places après des rénovations, en 2009.  Elle a fait partie de l'association Église indonésienne Bethel (Église de Dieu (Cleveland)) jusqu'en 2003, où la section régionale Église indonésienne de Béthanie est devenue indépendante.  En 2025, l’église compterait 140,000 personnes .

## Implication humanitaire
Elle a fondé Bethany Care, un centre de santé ouvert à tous qui vient en aide aux démunis et travaille fréquemment avec la Croix-Rouge.